# Genavensia hungarorum
Genavensia hungarorum är en kvalsterart som beskrevs av Sandór Mahunka 1983. Genavensia hungarorum ingår i släktet Genavensia och familjen Ceratokalummidae. Inga underarter finns listade i Catalogue of Life.